# Émile Maupas
Émile François Maupas (Vaudry, 2 de julho de 1842 — Alger, 18 de outubro de 1916) foi um biólogo francês.
Criou a École des Chartes. Foi conservador da  Biblioteca Nacional de Alger, e associado da Académie des sciences, secção de anatomia e zoologia em 1901. Estudou  os ciclos reprodutores dos nematóides  e  dos Parameciums ciliados.

## Fonte
- C. Jordan (1916) Comptes rendus hebdomadaires des séances de l'Académie des sciences, 163 : 405-406.